# Wiehengebirge

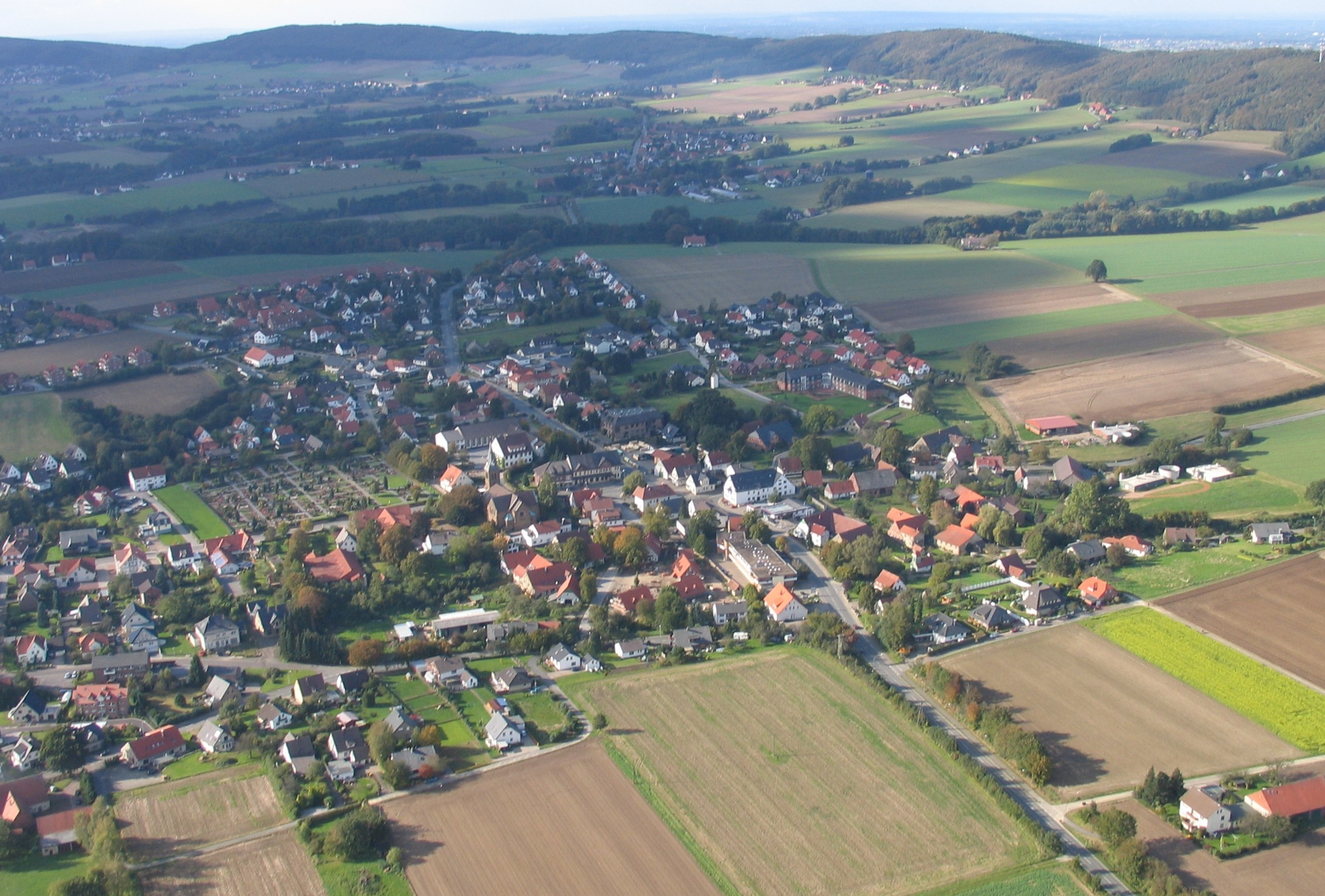
Wiehengebirge la Schnathorst (Hüllhorst)

Wiehengebirge este un masiv muntos care are altitudinea de maximă de 320 m deasupra n.m., el face parte din grupa munților Mittelgebirge din  landurile germane Niedersachsen și Renania de Nord-Westfalia.  El este amplasat în regiunea împădurită Weserbergland la limita de sud a Câmpiei Germano-Poloneze și face parte din Parcul Natural TERRA.vita.

## Vârfuri mai importante
- Heidbrink - 320 m
- Wittekindsberg - 294,2 m
- Schleptruper Egge -148 m

## Ape curgătoare
- Else
- Hunte
- Großer Dieckfluss
- Große Aue
- Hase
- Werre
- Weser

## Lacuri
- Grüner See

## Localități mai importante
| - Bad Essen (la nord) - Bad Oeynhausen (la sud-est) - Bissendorf (la sud-vest) - Bramsche (la vest) - Bünde (la sud) | - Hüllhorst (la sud) - Hille (la nord) - Lübbecke (la nord) - Melle (la sud) - Minden (la nord-est) | - Osnabrück (la sud-vest) - Ostercappeln (la nord) - Porta Westfalica (la est) - Preußisch Oldendorf (la nord) - Rödinghausen (la sud) - Wallenhorst (la vest) |